# Andoni Zubiaurre
Andoni Zubiaurre Dorronsoro (Ordicia, Guipúzcoa, 4 de diciembre de 1996) es un futbolista español. Juega en la posición de portero y su equipo es el Johor Darul Takzim F. C. de la Superliga de Malasia. 

## Trayectoria
Se formó en las categorías inferiores de la Real Sociedad y pasó por sus equipos filiales.
El 1 de octubre de 2020 llegó cedido a la Cultural y Deportiva Leonesa firmando por una temporada.
Tras su cesión en León, volvió a la Real Sociedad en verano de 2021, integrándose de nuevo en su equipo filial, aunque en esta ocasión en Segunda División, alternando la titularidad con Gaizka Ayesa. Tras el descenso del Sanse a Primera Federación, ascendió de manera definitiva al primer equipo de la Real Sociedad de cara a la temporada 2022-23, renovando, además, su contrato hasta 2024.
El 17 de julio de 2023 fichó por el C. D. Eldense, que acababa de ascender a la Segunda División, y firmó hasta 2025. En sus primeros meses en el equipo disputó diez encuentros y en enero de 2024 fue cedido al C. D. Mirandés. El siguiente 30 de agosto acordó la rescisión de su contrato y se marchó a Malasia para jugar en el Johor Darul Takzim F. C.

## Clubes
| Club                                  | País    | Año       |
| ------------------------------------- | ------- | --------- |
| Berio FT                              | España  | 2015-2017 |
| Real Sociedad "B"                     | España  | 2017-2022 |
| Cultural y Deportiva Leonesa (cedido) | España  | 2020-2021 |
| Real Sociedad                         | España  | 2022-2023 |
| C. D. Eldense                         | España  | 2023-2024 |
| C. D. Mirandés (cedido)               | España  | 2024      |
| Johor Darul Takzim F. C.              | Malasia | 2024-     |